# Gideon Walrave Boissevain
Gideon Walrave Boissevain (Montreal, 29 augustus 1897 - Marseille, 5 oktober 1985) was een Nederlands diplomaat.

## Biografie
Boissevain was een lid van het patriciaatsgeslacht Boissevain en een zoon van consul-generaal te Montreal Charles (Karel) Daniël Walrave Boissevain (1866-1944) en Willemina de Vos (1869-1951). Hij trouwde twee keer en kreeg uit zijn eerste en tweede huwelijk een zoon. In 1923 werd hij vice-consul van Nederland te Shanghai (tot 1924), in 1926 te New York (tot 1929). Daarna diende hij nog als consul te Lima, Santiago de Chile (1934) en San Francisco. In 1945 werd hij chef economische en consulaire zaken bij de Nederlandse ambassade te Parijs om in 1947 benoemd te worden tot hoofd directie Buitenlandse Dienst bij het ministerie van Buitenlandse Zaken. In 1948 werd hij benoemd tot buitengewoon gezant en gevolmachtigd minister te Athene, in 1953 te Jeruzalem, om in 1957 benoemd te worden tot ambassadeur te Havana (Cuba). Deze laatste post bekleedde hij tot 1963 en in zijn periode daar was hij getuige van de guerrilla en de Cubaanse Revolutie, geleid door Fidel Castro. Daarna was ging hij met pensioen met als titel honorair consul-generaal te Marseille (van 1965 tot 1967), waar hij ook overleed.